# La sorgente (Courbet)
La sorgente (La Source), anche noto con il titolo Bagnante alla sorgente (Baigneuse à la source), è un dipinto a olio su tela del pittore francese Gustave Courbet. L'opera si trova nella collezione del museo d'Orsay, a Parigi.

## Storia
Dopo essere stata venduta in un primo momento, l'opera fu riacquistata dalla figlia di Courbet, Juliette, dopo il 28 giugno 1882, quando lo studio del pittore fu venduto per la terza volta, e rimase con lei fino al suo decesso nel 1915. Da allora fu di proprietà delle signore de Tastes e Lapierre. Il 9 luglio 1919, venne esposta alla galleria di Georges Petit e in seguito divenne di proprietà del museo del Louvre. Nel 1986, l'opera passò alla sede attuale.

## Descrizione
Come il dipinto precedente sullo stesso tema, Donna alla sorgente del 1862 (il cui titolo originale è La Source), La sorgente ritrae una donna nuda che accarezza amorevolmente l'acqua di un ruscello presso la sua sorgente. Con la mano destra la donna, che occupa l'intera parte destra della tela, si appoggia a un albero. Come per l'opera precedente, Courbet si ispirò al quadro La sorgente di Jean-Auguste-Dominique Ingres, completata nel 1856. L'elemento allegorico che era comune nell'arte accademica dell'epoca venne eliminato: la bagnante curbettiana non è una ninfa delle acque, ma una donna semplice, la cui forma del corpo suggerisce addirittura che di solito ella indossa un corsetto. Secondo alcune fonti, la modella che posò per quest'opera era la stessa che aveva posato per la Donna alla sorgente del 1862. All'epoca questo realismo eccessivo scioccava i contemporanei, che lo vedevano come qualcosa di "osceno".